# Schlacht von Harlem Heights
Lexington und Concord – Boston – Bunker Hill – Long Island – Kips Bay – Harlem Heights – Pell’s Point – Mamaroneck – White Plains – Fort Washington – Iron Works Hill – Trenton – Assunpink Creek – Princeton – Millstone
Die Schlacht von Harlem Heights wurde am 16. September 1776 während des  Amerikanischen Unabhängigkeitskrieges zwischen Einheiten der amerikanischen Kontinentalen Armee und britisch-hessischen Verbänden ausgetragen. Das Gefecht fand in Manhattan auf dem Gebiet zwischen den heutigen Morningside Heights und West Harlem statt. Das Gefecht war der erste Sieg der Amerikaner im Unabhängigkeitskrieg mit der britischen Krone.
Die Kontinentale Armee mit den kommandierenden Generälen George Washington, Nathanael Greene und Israel Putnam hielt mit ca. 1800 Soldaten mehrere Verteidigungsstellungen im Norden von Manhattan gegen ca. 5000 angreifende britisch-hessische Verbände unter dem Oberkommando des britischen Generals Alexander Leslie. Während des Angriffs verwendeten die Briten als Angriffssignal ein bei der Fuchsjagd übliches Hornsignal. Diese Maßnahme verfehlte das Ziel, die amerikanischen Verteidiger zu demütigen und deren Kampfmoral herabzusetzen. Die Amerikaner sahen sich veranlasst, ihre Stellungen gegen die angreifenden Einheiten mit erhöhtem Engagement zu verteidigen. Nachdem die Angreifer umgangen und langsam zurückgedrängt werden konnten, zogen sich die britischen Verbände vom Kampfgeschehen zurück und rückten ab. General Washington befahl seinen Truppen, eine bereits begonnene Verfolgung abzubrechen und sich ebenfalls zurückzuziehen. Nach einer Serie von Niederlagen war das Gefecht von Harlem Heights der erste Sieg der Kontinentalen Armee gegen die Briten im Amerikanischen Unabhängigkeitskrieg.

## Vorgeschichte
Am 27. August 1776 schlugen britische Truppen unter dem Kommando von William Howe die amerikanische Armee in der Schlacht von Long Island. Danach verlegte Howe seine Einheiten und zwang die Amerikaner, sich an den Brooklyn Heights mit dem Rücken zum East River aufzustellen. In der Nacht vom 29. auf den 30. August ließ George Washington die amerikanische Armee mit 9000 Mann und der gesamten Ausrüstung über den Fluss zur Insel Manhattan übersetzen.
Am 15. September folgte die britische der amerikanischen Armee und setzte nach Manhattan über. Nachdem die britische Artillerie die amerikanischen Positionen am Strand von Kips Bay beschossen hatte, landeten 4000 britische und hessische Soldaten auf der Insel. Bei der Landung bei Kips Bay flohen die amerikanischen Verteidiger vor den heranrückenden Angreifern. George Washington konnte an der Frontline die Flucht seiner Einheiten nicht verhindern, da seine Befehle missachtet wurden.
Nachdem die amerikanischen Einheiten bei Kips Bay zerstreut wurden, ließ General Howe  am gleichen Tag 9000 weitere Soldaten nach Manhattan übersetzen. Die verstärkten Truppen konnten jedoch nicht verhindern, dass sich die Amerikaner geordnet aus der Stadt New York zurückzogen, welche sich damals noch auf das Südende der Insel Manhattan beschränkte. General Washington verlegte seine Truppen bis zum Anbruch der Nacht zu den Harlem Heights (heute: Morningside Heights).

## Gefechtsverlauf
Am Morgen des 16. September erreichte General Washington die Nachricht, dass die britischen Verbände vorrückten. Washington erwartete einen Angriff und schickte einen Trupp von 150 Männern unter dem Kommando von Thomas Knowlton los, um die britischen Linien aufzuklären. Bei Tagesanbruch wurde der amerikanische Spähtrupp von britischen Wachposten entdeckt. Die Briten griffen umgehend mit zwei oder drei Kompanien leichter Infanterie an. Die folgenden Kampfhandlungen dauerten mehr als eine halbe Stunde und wurden auf Feldern und angrenzendem Waldgebiet ausgetragen. Als Knowlton bemerkte, dass die zahlenmäßig überlegenen feindlichen Truppen die Amerikaner zu umklammern versuchten, befahl er den Rückzug, welcher geordnet und ohne Verluste durchgeführt werden konnte.
Die britischen Einheiten begannen umgehend mit der Verfolgung und wurden durch zwei weitere Bataillone verstärkt, unter denen sich auch das 42. Hochland-Regiment befand. Während dieser Verfolgung  bliesen die britischen Hornisten ein bei der Fuchsjagd übliches Signal, was die Amerikaner als demütigend empfanden. Aufgebracht überbrachte Joseph Reed Washington die Nachricht über die Demütigung, mit der Bitte, die zurückweichenden Amerikaner zu verstärken. Anstatt der Bitte um Verstärkung nachzukommen, entwickelte Washington einen Plan mit dem Ziel, die britischen Verfolger in eine Falle zu locken. Der Militärhistoriker Edward G. Lengel bezeichnete später den Plan Washingtons als ein Schlüsselereignis, das den Zusammenhalt der Kontinentalen Armee trotz der folgenden Niederlagen bewirkte. Washington schickte 150 Freiwillige, um die britischen Angreifer auf einem Hohlweg in die Falle zu locken und 900 weitere Männer, um die Briten unbemerkt einzukreisen.
Knowltons Rangers und weitere drei Schützenkompanien waren an der versuchten Einkesselung beteiligt. Zu Beginn des Angriffs auf die Briten schätzte ein amerikanischer Offizier die Lage falsch ein und ließ das Feuer an der Flanke des Feindes eröffnen, statt wie geplant auf die Nachhut. Die britischen Truppen erfuhren so frühzeitig von ihrer Einkesselung und wichen auf ein eingezäuntes Feld aus. Die Amerikaner griffen weiter an und während der folgenden Kampfhandlungen wurde Knowlton getötet. Die angreifenden Amerikaner trieben die Briten weiter auf eine Anhöhe. Dort erhielten sie Verstärkung, einschließlich Artillerie. Die Briten konnten diese Position zwei Stunden lang halten, danach wurden sie jedoch von den Amerikanern weiter in ein Buchweizenfeld zurückgedrängt.
Hatte Washington noch ursprünglich Zweifel an der Verfolgung der britischen Truppen, wurde er von den Erfolgen seiner Soldaten auf dem Schlachtfeld umgestimmt, entsandte umgehend weitere Verstärkung und gab den Befehl zum direkten Angriff. Als alle Verstärkung am Schlachtfeld eingetroffen war, standen sich fast 1800 Amerikaner und annähernd 5000 Briten und Hessen gegenüber. Offiziere aus Washingtons Stab, einschließlich Nathanael Greene, kommandierten inzwischen an der Frontlinie die amerikanischen Einheiten.
Obwohl die Briten in der Überzahl waren, konnten sie ihre Stellungen nicht mehr halten. Für weitere zwei Stunden wurde die Schlacht in den Feldern und umgebenden Hügeln fortgesetzt, bis die Briten den Befehl zum Rückzug erhielten. Die Amerikaner rückten weiterhin nach, bis Washington die Nachricht erhielt, dass weitere britische Reserven in Marsch gesetzt wurden. Washington ordnete den Rückzug an, da er eine britische Falle befürchtete. Der amerikanische Rückzug konnte geordnet durchgeführt werden.

## Folgen
Briten und Hessen hatten 90 Tote und 300 Verletzte zu beklagen. Die amerikanischen Verluste betrugen 30 Gefallene und 100 Verletzte. Unter den Toten befanden sich auch die amerikanischen Offiziere Lieutenant Colonel Thomas Knowlton und Major Andrew Leitch. Der Sieg erhöhte die Kampfmoral der Amerikaner, auch bei jenen Soldaten, welche nicht an den Kampfhandlungen beteiligt waren. Der Sieg war auch der erste Erfolg Washingtons auf dem Schlachtfeld während des amerikanischen Unabhängigkeitskrieges.
Im folgenden Monat kam es nur zu vereinzelten, kleineren Kampfhandlungen und Washington verlegte seine Armee noch im Oktober nach White Plains, nachdem er von der britischen Planung erfahren hatte, die Amerikaner in Manhattan einzukesseln. Nach den Niederlagen in den Schlachten von White Plains und Fort Washington zogen sich die Amerikaner, verfolgt von den Briten, über New Jersey nach  Pennsylvania zurück.

## Referenzen
- Henry P Johnston: The Battle of Harlem Heights, September 16, 1776. The Macmillan Company, London 1897 (google.de).
- Edward Lengel: General George Washington. Random House, New York 2005, ISBN 0-8129-6950-2
- David McCullough: 1776. Simon and Schuster Paperback, New York 2006, ISBN 0-7432-2672-0 (google.de).